# Anwar Memet-Ali
Anwar Memet-Ali (uigurisch ئانۋار مەمەت ئەلى, chinesisch 安外尔·麦麦提艾力, * 10. September 1997 in Xinjiang) ist ein chinesischer Fußballspieler uigurischer Abstammung.

## Karriere
Anwar spielte von 2017 bis 2021 für Guangzhou FC. Er debütierte am 4. März 2018 bei einer 1:3-Heimniederlage gegen Jiangsu Suning, als er in der 62. Minute für Liang Xueming eingewechselt wurde. 2022 wechselte Anwar zu Cangzhou Mighty Lions FC.